# Grammy Award para melhor filme musical
Prêmio Grammy de Melhor Filme Musical (do inglês: Grammy Award for Best Music Film) é uma categoria dos Grammy Awards, uma cerimônia estabelecida em 1958, concedida a artistas de gravação por obras de qualidade em filmes musicais ou vídeos de longa duração. As várias categorias são apresentadas anualmente pela National Academy of Recording Arts and Sciences dos Estados Unidos em "honra da realização artística, proficiência técnica e excelência global na indústria da gravação, sem considerar as vendas ou posições nas tabelas musicais".
Este prêmio é semelhante à categoria Grammy Award for Best Music Video, mas aquela é atribuída a vídeos musicais curtos. O prêmio foi apresentado pela primeira vez em 1984. Entre 1984 e 1985, o prêmio era conhecido como Best Video Album, mas em 1986 foi renomeado para Best Music Video, Long Form. Em 1988 e 1989, os critérios de atribuição foram alterados e os prêmios para vídeos longos foram apresentados nas categorias Best Concept Music Video e Best Performance Music Video. Os prêmios foram retornados ao formato original em 1990. Exceto em 1988 e 1989, nesta categoria são incluídos os artistas, diretores e produtores associados ao vídeo vencedor. O nome da categoria foi encurtado em 2013 para o atual.
Os cantores Madonna e Sting detêm o recorde de mais vitórias como intérpretes nesta categoria, com dois cada um. Até o momento, os diretores David Mallet, Jonas Åkerlund e Bob Smeaton são os que receberam mais prêmios nesta categoria, com dois cada um. Os grupos Eurythmics e Coldplay detêm o recorde de maior número de indicações como artistas sem vencer, com três cada um entre 1985 e 2020.<grok:render card_id="e3fb59" card_type="citation_card" type="render_inline_citation">
<argument name="citation_id">0</argument>
</grok:render>

## Vencedores

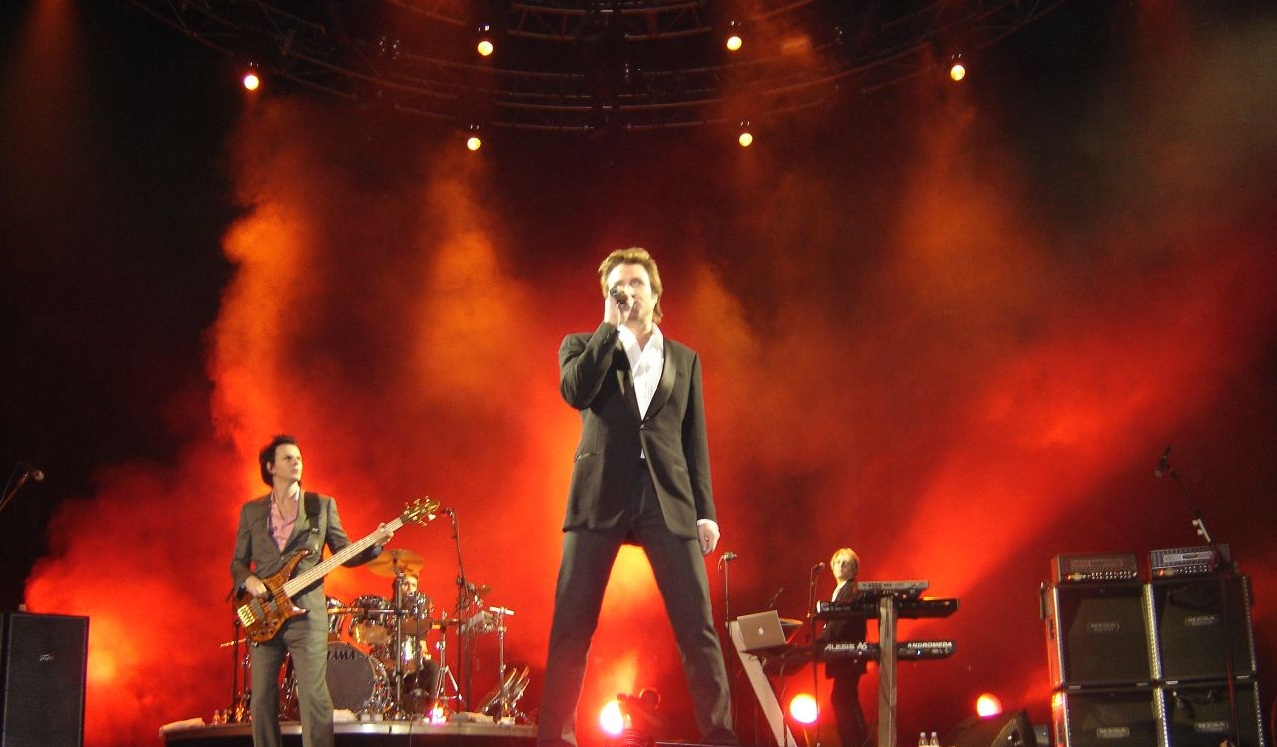
A banda Duran Duran inaugurou o prêmio vencendo em 1984 por Duran Duran.

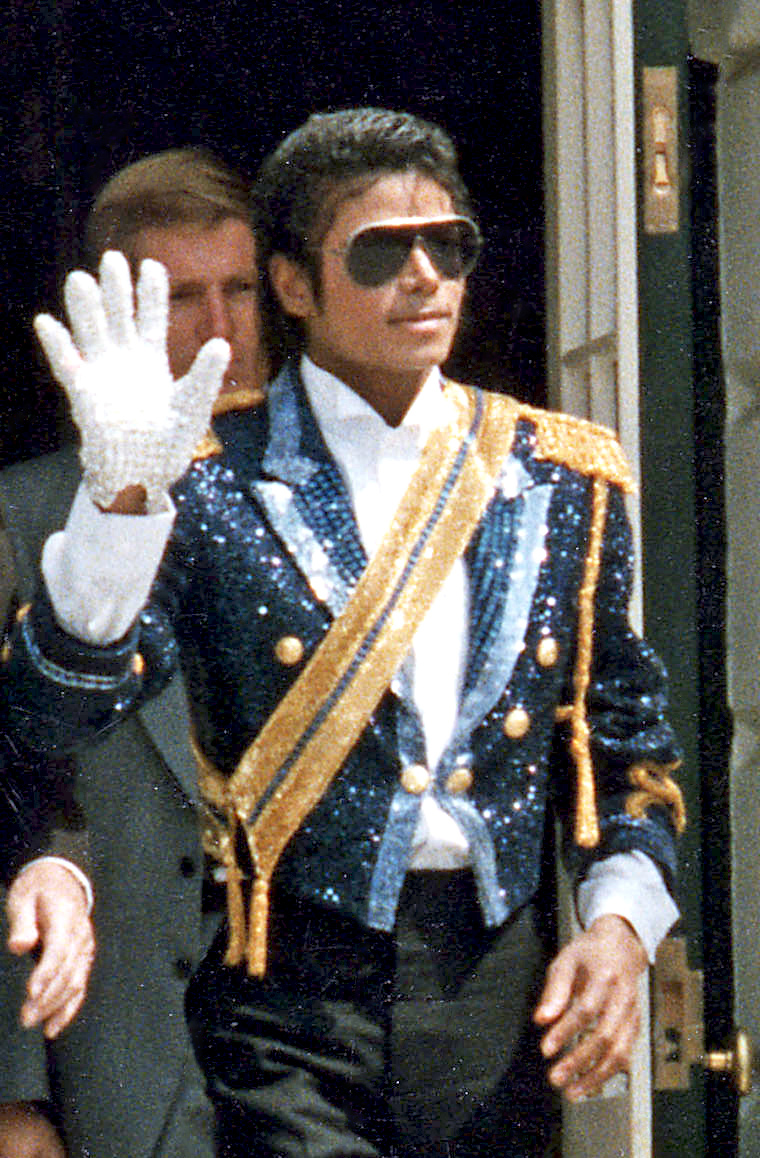
Michael Jackson vencedor em 1985 por Making Michael Jackson's - Thriller.

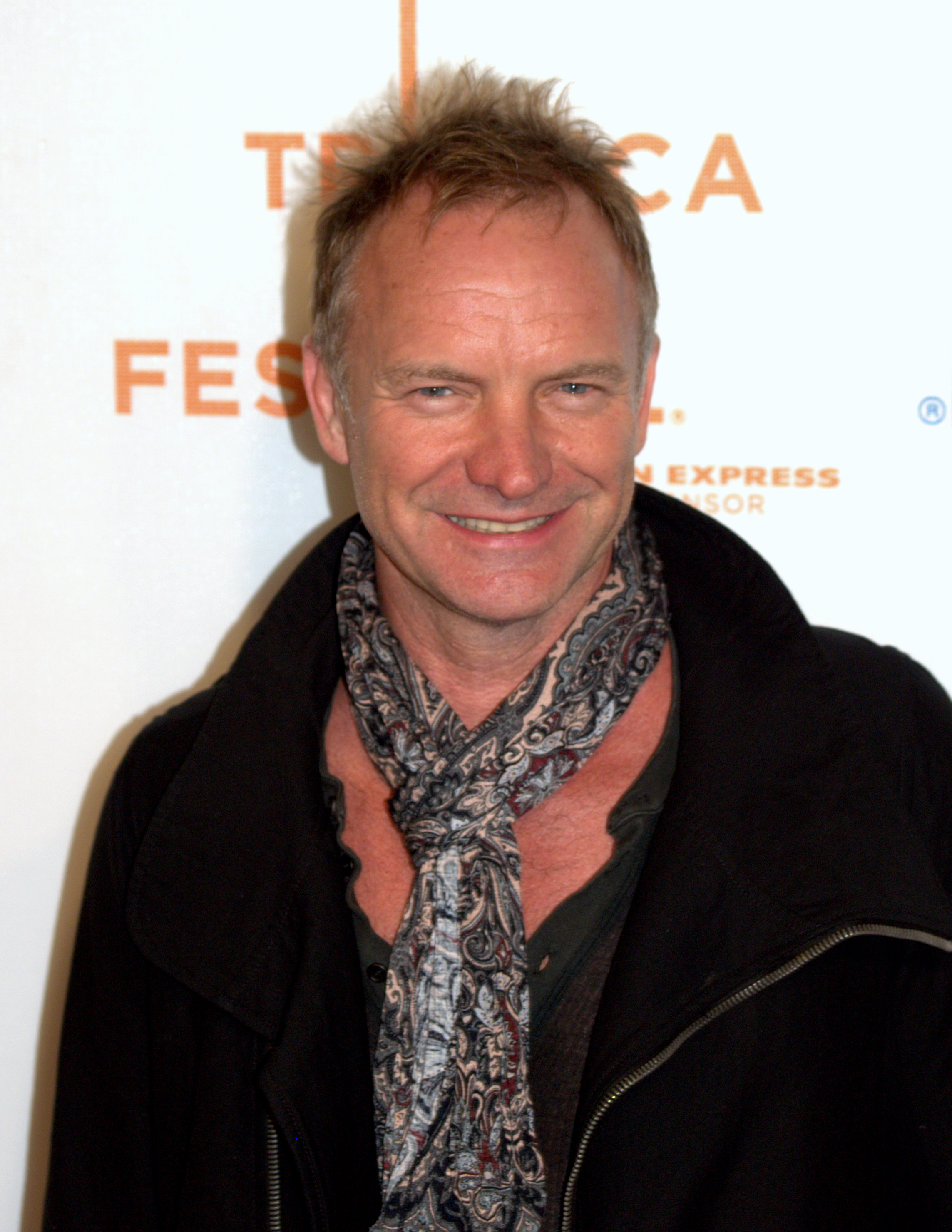
O músico britânico Sting recebeu duas indicações por Bring on the Night e Ten Summoner's Tales.

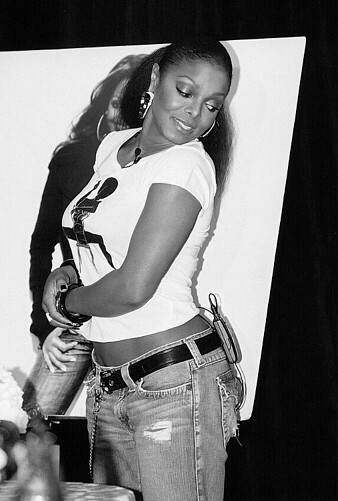
Em 1990, Janet Jackson venceu a categoria por Rhythm Nation.

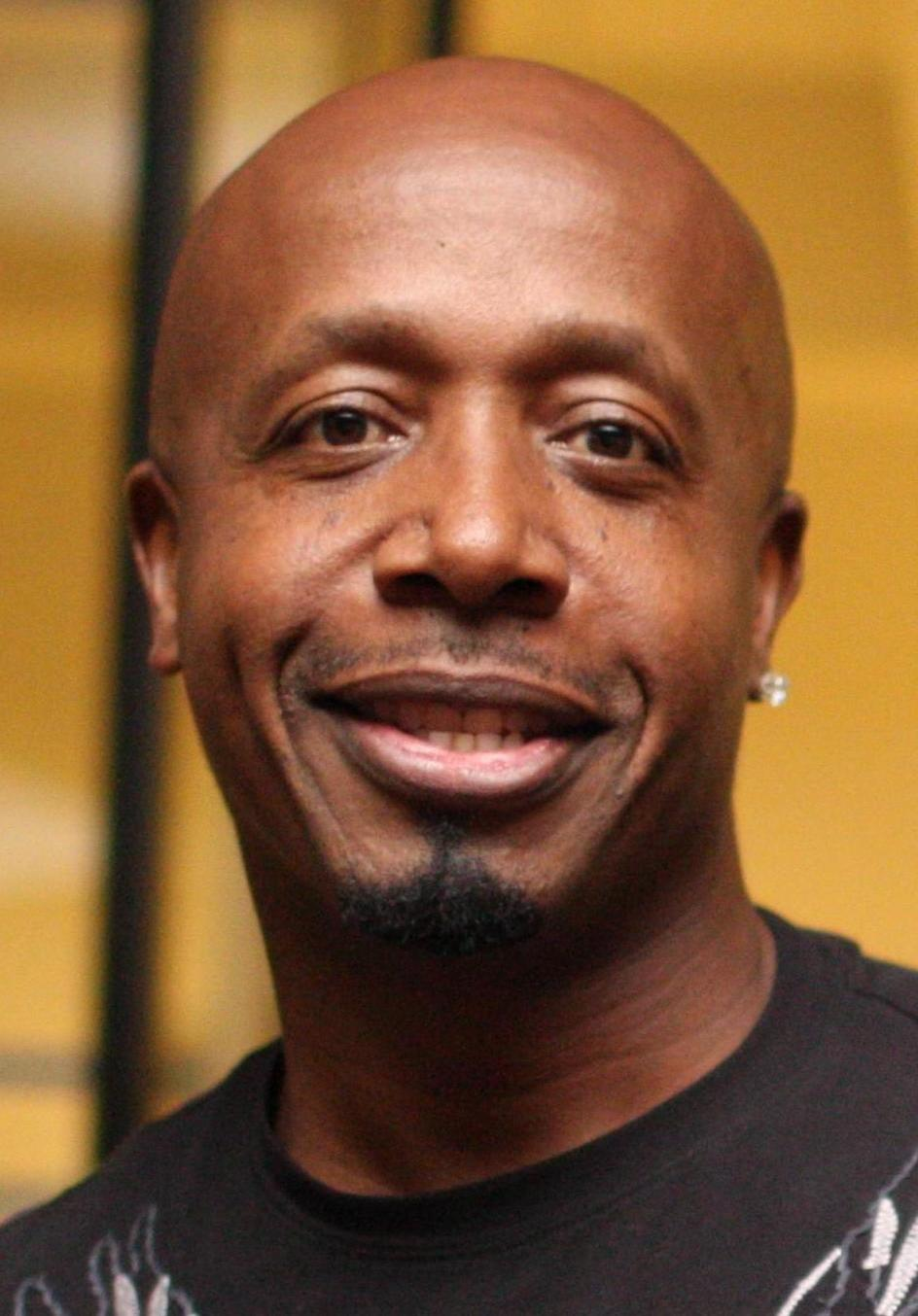
Em 1991, MC Hammer venceu a cetegoria por Please Hammer, Don't Hurt 'Em.

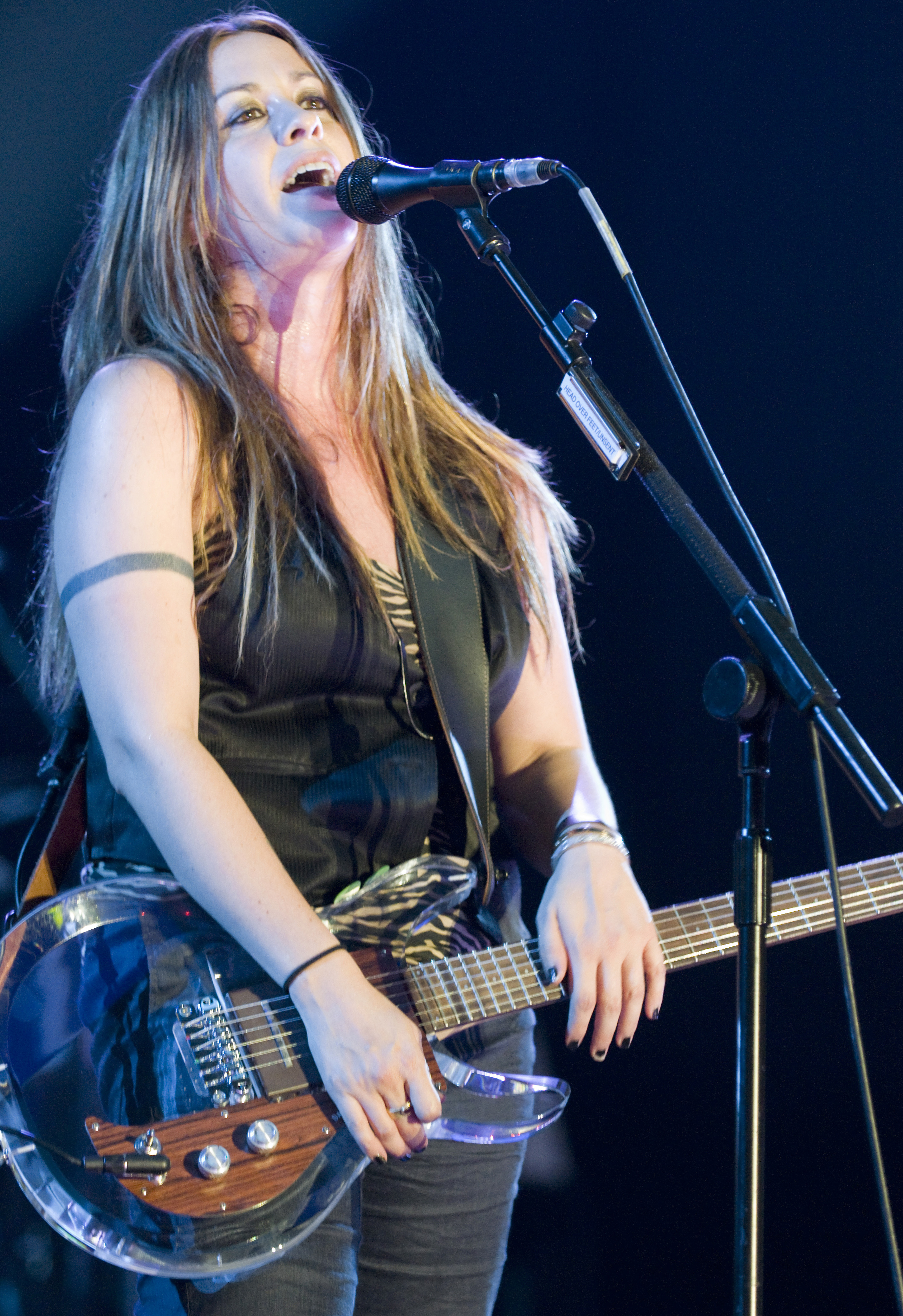
Alanis Morissette venceu em 1998 por Alanis Morissette: Jagged Little Pill, Live.

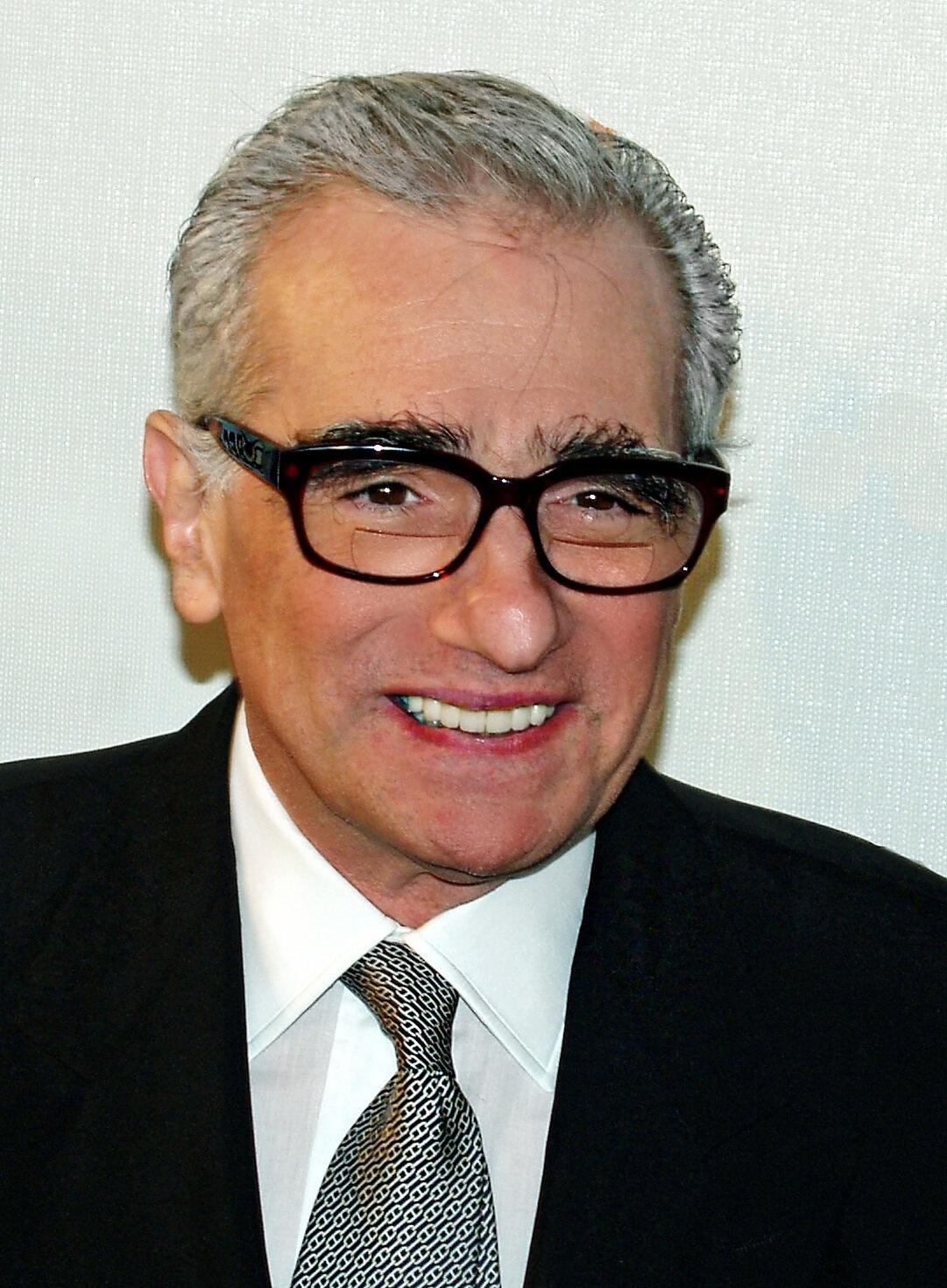
O vencedor de 2006 foi o diretor Martin Scorsese por No Direction Home.

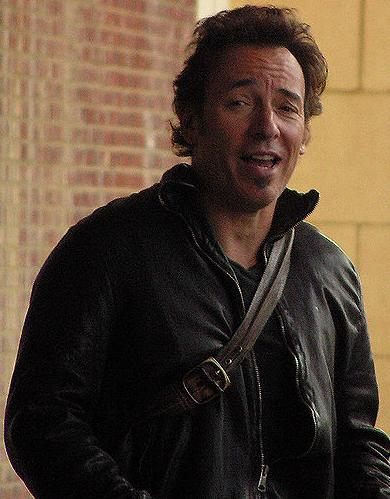
Bruce Springsteen venceu a categoria em 2007 por Wings for Wheels: The Making of Born to Run.

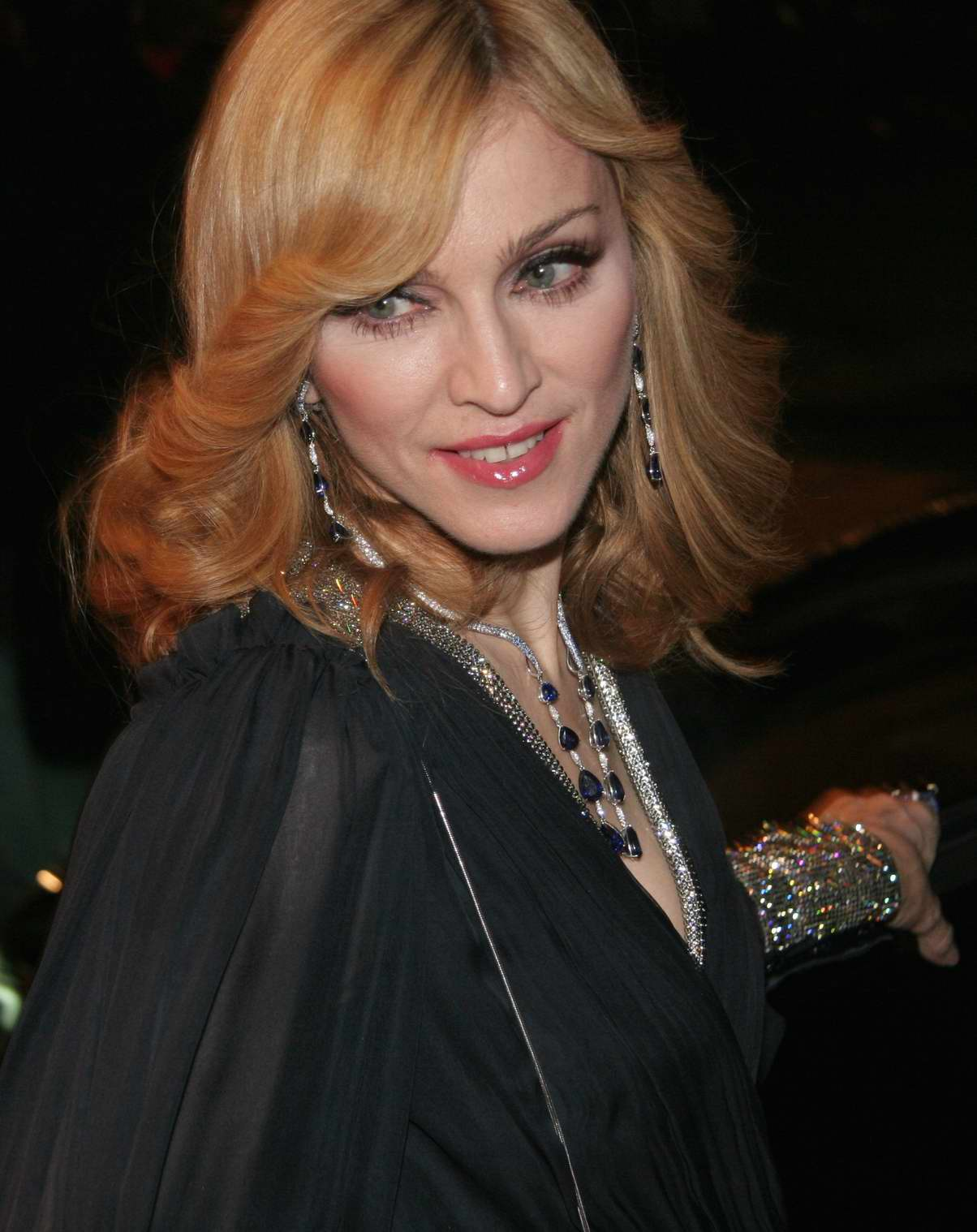
A cantora Madonna venceu duas vezes a categoria, uma em 1992 por Live! - Blond Ambition World Tour 90 e 2008 por The Confessions Tour: Live from London.

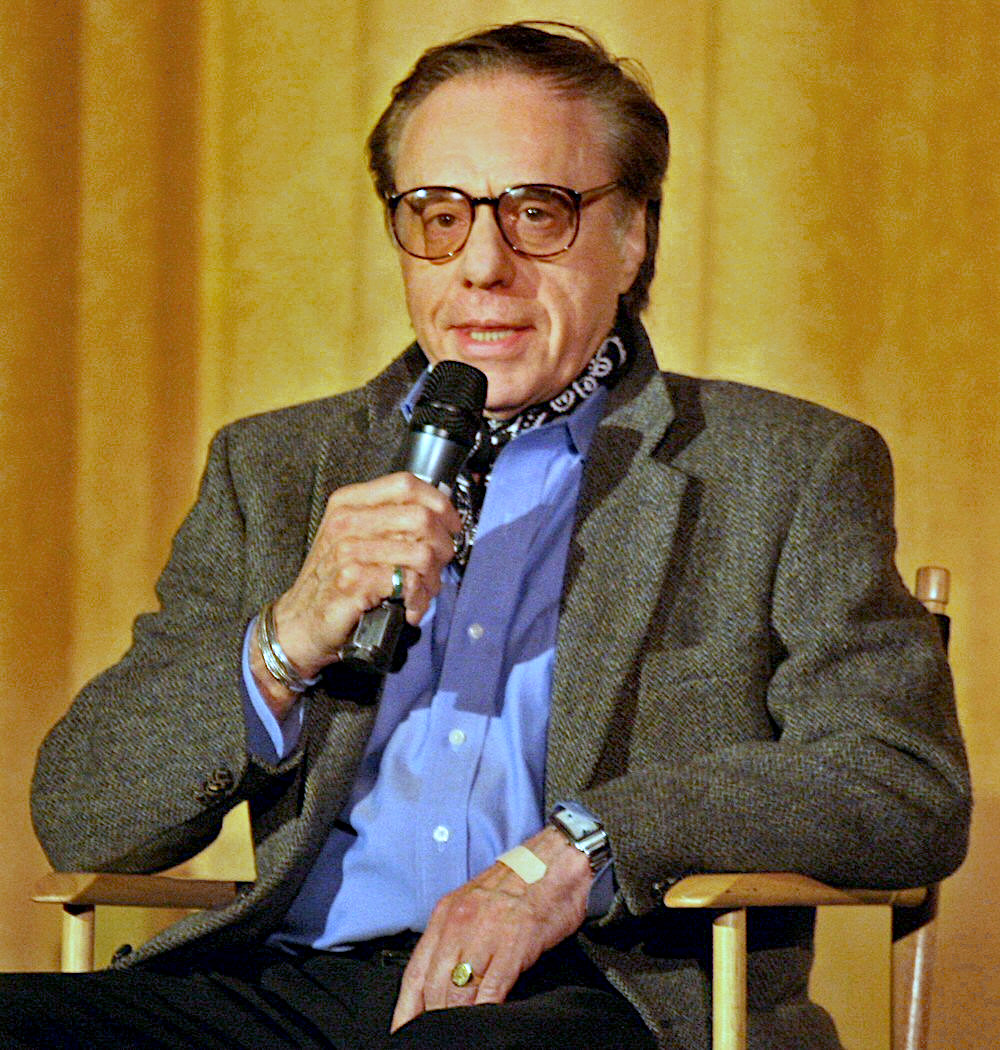
Em 2009, Peter Bogdanovich venceu a categoria por dirigir Runnin' Down a Dream.

| Ano  | Vencedor                                                    | Artista(s)                      | Diretor(es)                     | Indicados | Referência |
| ---- | ----------------------------------------------------------- | ------------------------------- | ------------------------------- | --- | ---------- |
| 1984 | Duran Duran                                                 | Duran Duran                     | —                               | - The Rolling Stones – Let's Spend the Night Together | [ 3 ]      |
| 1985 | Making Michael Jackson's - Thriller                         | Michael Jackson                 | —                               | - The Cars – Heartbeat City | [ 4 ]      |
| 1986 | Huey Lewis & The News: The Heart of Rock 'n Roll            | Huey Lewis and the News         | Bruce Gowers                    | - Cyndi Lauper – Cyndi: Live in Paris - Prince and the Revolution – Prince and the Revolution Live - The Police – The Police Synchronicity Concert - Tina Turner – Tina Live - Wham! – Wham! The Video                                         | [ 5 ]      |
| 1987 | Bring on the Night                                          | Sting                           | Michael Apted                   | - Yes – 9012Live | [ 6 ]      |
| 1988 | —                                                           | —                               | —                               | — | [ 7 ]      |
| 1989 | —                                                           | —                               | —                               | — | [ 8 ]      |
| 1990 | Rhythm Nation 1814                                          | Janet Jackson                   | Jonathan Dayton Valerie Faris   | - Pink Floyd – In Concert: Delicate Sound of Thunder | [ 9 ]      |
| 1991 | Please Hammer, Don't Hurt 'Em                               | MC Hammer                       | Rupert Wainwright               | - The Who – Live: Featuring the Rock Opera "Tommy" | [ 10 ]     |
| 1992 | Live! - Blond Ambition World Tour 90                        | Madonna                         | David Mallet Mark "Aldo" Miceli | - Sinéad O'Connor – Year of the Horse | [ 11 ]     |
| 1993 | Diva                                                        | Annie Lennox                    | Sophie Muller                   | - Swiss Radio Symphony – Classic Visions 5: Gershwin, D'Albert, Strauss, Honegger | [ 12 ]     |
| 1994 | Ten Summoner's Tales                                        | Sting                           | Doug Nichol                     | - Travis Tritt – A Celebration: A Musical Tribute to the Spirit of the Disable American Veteran | [ 13 ]     |
| 1995 | Zoo TV: Live from Sydney                                    | U2                              | David Mallet                    | - Madonna – The Girlie Show – Live Down Under3 | [ 13 ]     |
| 1996 | Secret World Live                                           | Peter Gabriel                   | François Girard                 | - Kate Bush – The Line, the Cross & the Curve - Cirque Du Soleil – Saltimbanco - Charles Dutoit & The Montreal Symphony Orchestra – The Planets - Green Jelly – 333 - James McMurtry – Where'd You Hide the Body                               | [ 14 ]     |
| 1997 | The Beatles Anthology                                       | The Beatles                     | Bob Smeaton Geoff Wonfor        | - Bruce Springsteen – Blood Brothers | [ 15 ]     |
| 1998 | Alanis Morissette: Jagged Little Pill, Live                 | Alanis Morissette               | Alanis Morissette Steve Purcell | - Blind Melon – Letters from a Porcupine - Orquestra Was – Forever's a Long, Long Time - Tina Turner – Live in Amsterdam: Wildest Dreams Tour - Vários artistas – Blue Note: A Story of Modern Jazz                                            | [ 16 ]     |
| 1999 | American Masters: Lou Reed: Rock & Roll Heart               | Lou Reed                        | Timothy Greenfield-Sanders      | - Fastball – They Wanted the Highway - Yo-Yo Ma – Inspired by Bach: Six Gestures - No. 6 - Scott Rockenfield e Paul Speer com Sir Mix-A-Lott – TeleVoid - Vários artistas – Robert Altman's Jazz '34: Remembrances of Kansas City Swing        | [ 17 ]     |
| 2000 | Band of Gypsys: Live at Fillmore East                       | Jimi Hendrix                    | Bob Smeaton                     | - U2 – PopMart: Live from Mexico City | [ 18 ]     |
| 2001 | Gimme Some Truth: The Making of John Lennon's Imagine Album | John Lennon                     | Andrew Solt                     | - Vários artistas – The Art of Piano: Great Pianists of the 20th Century | [ 19 ]     |
| 2002 | Recording The Producers: A Musical Romp with Mel Brooks     | Mel Brooks                      | Susan Froemke                   | - Moby – Play: The DVD | [ 20 ]     |
| 2003 | Westway to the World                                        | The Clash                       | Don Letts                       | - Robbie Williams – Live at the Albert | [ 21 ]     |
| 2004 | Legend                                                      | Sam Cooke                       | —                               | - Gorillaz – Phase One: Celebrity Take Down - Vários artistas – Leonard Bernstein: Trouble in Tahiti - Vários artistas – The American Folk Blues Festival 1962-1966, Volume 1 - Muddy Waters – Muddy Waters Can't Be Satisfied                 | [ 22 ]     |
| 2005 | Concert for George                                          | Vários artistas                 | David Leland                    | - John Adams & London Symphony Orchestra – John Adams: The Death of Klinghoffer - Coldplay – Coldplay Live 2003 - Vários artistas – Martin Scorsese Presents: The Blues - A Music Journey - Vários artistas – Tom Dowd & The Language of Music | [ 23 ]     |
| 2006 | No Direction Home                                           | Bob Dylan                       | Martin Scorsese                 | - Brian Wilson – Brian Wilson Presents Smile | [ 24 ]     |
| 2007 | Wings for Wheels: The Making of Born to Run                 | Bruce Springsteen               | Thom Zimny                      | - Madonna – I'm Going to Tell You a Secret | [ 13 ]     |
| 2008 | The Confessions Tour: Live from London                      | Madonna                         | Jonas Åkerlund                  | - Vários artistas – The Songs of the New Cuban Underground | [ 13 ]     |
| 2009 | Runnin' Down a Dream                                        | Tom Petty and the Heartbreakers | Peter Bogdanovich               | - John Mayer – Where The Light Is: Live in Los Angeles - Rihanna – Good Girl Gone Bad Live - Vários artistas – Respect Yourself: The Stax Records Story - The Who – Amazing Journey: The Story of The Who                                      | [ 13 ]     |
| 2010 | The Beatles Love – All Together Now                         | Vários artistas                 | Adrian Wills                    | - Chris Botti – In Boston - Johnny Cash – Johnny Cash's America - Anita O'Day – Anita O'Day: The Life of a Jazz Singer3 - Keith Urban – Love, Pain & The Whole Crazy World Tour Live                                                           | [ 13 ]     |
| 2011 | When You're Strange: A Film About The Doors                 | The Doors                       | Tom DiCillo                     | - The White Stripes – Under Great White Northern Lights | [ 25 ]     |
| 2012 | Back and Forth                                              | Foo Fighters                    | James Moll                      | - TV on the Radio – Nine Types of Light | [ 26 ]     |